# 浙江省司法厅
浙江省司法厅是浙江省人民政府的组成部门、主管浙江省司法行政工作的省级司法行政机关。

## 历任厅长
- 陈伟（2021年11月－2022年9月）
- 杜旭亮（2022年9月－2023年3月）
- 王中毅（2023年3月－2025年1月）
- 戴纪（2025年1月－）